# Chief (opperhoofd)
De chief is in veel Afrikaanse en Indiaanse culturen het dorpshoofd. In Noord-Ghana bijvoorbeeld, heeft elk dorp een chief. Deze chiefs staan in hiërarchie weer onder een paramount chief, die de macht heeft chiefs te benoemen in de regio die onder zijn bewind staat. Chiefs worden benoemd voor het leven en bekleden meestal politiek-bestuurlijke en rechtsprekende functies. Ze staan in nauw overleg met andere functionarissen, zoals ouderlingen of priesters.